# Roy A. Tucker
| 10220 Pigott            | 20 ottobre 1997   |
| 14542 Karitskaya        | 29 settembre 1997 |
| 16783 Bychkov           | 14 dicembre 1996  |
| 16861 Lipovetsky        | 27 dicembre 1997  |
| 17025 Pilachowski       | 13 marzo 1999     |
| 17941 Horbatt           | 6 maggio 1999     |
| 21523 GONG              | 26 giugno 1998    |
| 21811 Burroughs         | 5 ottobre 1999    |
| 23884 Karenharvey       | 20 settembre 1998 |
| 24259 Chriswalker       | 12 dicembre 1999  |
| 25275 Jocelynbell       | 14 novembre 1998  |
| 26924 Johnharvey        | 30 dicembre 1996  |
| 27049 Kraus             | 18 settembre 1998 |
| 28341 Bingaman          | 13 marzo 1999     |
| 29825 Dunyazade         | 20 febbraio 1999  |
| 29874 Rogerculver       | 14 aprile 1999    |
| 31086 Gehringer         | 12 gennaio 1997   |
| 31098 Frankhill         | 9 giugno 1997     |
| 31190 Toussaint         | 27 dicembre 1997  |
| 31556 Shatner           | 13 marzo 1999     |
| 31557 Holleybakich      | 13 marzo 1999     |
| 32608 Hallas            | 24 agosto 2001    |
| 32621 Talcott           | 8 settembre 2001  |
| 33103 Pintar            | 27 dicembre 1997  |
| 34791 Ericcraine        | 18 settembre 2001 |
| 35734 Dilithium         | 14 aprile 1999    |
| 39741 Komm              | 9 gennaio 1997    |
| 40248 Yukikajiura       | 12 dicembre 1998  |
| 40775 Kalafina          | 5 ottobre 1999    |
| 40776 Yeungkwongyu      | 7 ottobre 1999    |
| 41199 Wakanaootaki      | 21 novembre 1999  |
| 42271 Keikokubota       | 24 agosto 2001    |
| 44027 Termain           | 2 gennaio 1998    |
| 44455 Artdula           | 7 novembre 1998   |
| 44475 Hikarumasai       | 16 novembre 1998  |
| 47466 Mayatoyoshima     | 31 dicembre 1999  |
| 49272 Bryce Canyon      | 27 ottobre 1998   |
| 49382 Lynnokamoto       | 12 dicembre 1998  |
| 51985 Kirby             | 22 settembre 2001 |
| 52649 Chrismith         | 27 dicembre 1997  |
| 53237 Simonson          | 9 febbraio 1999   |
| 53250 Beucher           | 20 febbraio 1999  |
| 53253 Zeiler            | 13 marzo 1999     |
| 54563 Kinokonasu        | 31 agosto 2000    |
| 55108 Beamueller        | 24 agosto 2001    |
| 55212 Yukitoayatsuji    | 12 settembre 2001 |
| 55222 Makotoshinkai     | 12 settembre 2001 |
| 55223 Akiraifukube      | 12 settembre 2001 |
| 55319 Takanashi         | 18 settembre 2001 |
| 55320 Busler            | 19 settembre 2001 |
| 55397 Hackman           | 22 settembre 2001 |
| 55559 Briancraine       | 18 dicembre 2001  |
| 83464 Irishmccalla      | 19 settembre 2001 |
| 85585 Mjolnir           | 21 marzo 1998     |
| 90455 Irenehernandez    | 12 febbraio 2004  |
| 91275 Billsmith         | 13 marzo 1999     |
| 91607 Delaboudinière    | 5 ottobre 1999    |
| 99942 Apophis           | 19 giugno 2004    |
| 101383 Karloff          | 30 ottobre 1998   |
| 101432 Adamwest         | 14 novembre 1998  |
| 101713 Marston          | 20 febbraio 1999  |
| 101723 Finger           | 13 marzo 1999     |
| 101781 Gojira           | 14 aprile 1999    |
| 101813 Elizabethmarston | 14 maggio 1999    |
| 102234 Olivebyrne       | 5 ottobre 1999    |
| 108496 Sullenberger     | 21 maggio 2001    |
| 109330 Clemente         | 24 agosto 2001    |
| 109435 Giraud           | 22 agosto 2001    |
| 109712 Giger            | 12 settembre 2001 |
| 110026 Hamill           | 17 settembre 2001 |
| 110404 Itoemi           | 11 ottobre 2001   |
| 110405 Itoyumi          | 12 ottobre 2001   |
| 110408 Nakajima         | 13 ottobre 2001   |
| 110416 Cardille         | 11 ottobre 2001   |
| 113333 Tyler            | 13 settembre 2002 |
| 113405 Itomori          | 28 settembre 2002 |
| 113461 McCay            | 30 settembre 2002 |
| 117582 Kenjikawai       | 7 marzo 2005      |
| 119248 Corbally         | 10 settembre 2001 |
| 119846 Goshiina         | 6 febbraio 2002   |
| 121121 Koyoharugotoge   | 19 aprile 1999    |
| 121133 Kenflurchick     | 15 maggio 1999    |
| 124114 Bergersen        | 21 aprile 2001    |
| 124368 Nickphoenix      | 24 agosto 2001    |
| 124398 Iraklisimonia    | 22 agosto 2001    |
| 124450 Shyamalan        | 25 agosto 2001    |
| 124845 Clinteastwood    | 12 ottobre 2001   |
| 126906 Andykulessa      | 10 marzo 2002     |
| 127477 Fredalee         | 14 settembre 2002 |
| 128228 Williammarsh     | 18 settembre 2003 |
| 128593 Balfourwhitney   | 20 agosto 2004    |
| 128795 Douglaswalker    | 13 settembre 2004 |
| 128882 Jennydebenedetti | 22 settembre 2004 |
| 136818 Selqet           | 29 giugno 1997    |
| 326290 Akhenaten        | 21 aprile 1998    |

Roy A. Tucker (Jackson, 1951 – Tucson, 5 marzo 2021) è stato un astronomo statunitense.
Laureatosi all'Università della California, Santa Barbara, lavorò all'Università dell'Arizona e diresse l'Osservatorio Goodricke-Pigott a Tucson.
Il Minor Planet Center gli accredita le scoperte di 751 asteroidi, effettuate tra il 1996 e il 2010, di cui uno, 99942 Apophis, in condivisione con gli astronomi David James Tholen e Fabrizio Bernardi. Ha inoltre scoperto due comete: 328P/LONEOS-Tucker e C/2004 Q1 Tucker.
Proprio 99942 Apophis si annovera tra le scoperte di maggior rilievo poiché è un asteroide di classe Aten che nel 2029 arriverà tanto vicino alla Terra da risultare visibile ad occhio nudo. 
Gli è stato dedicato l'asteroide 10914 Tucker.